# Василена (филм)
„Василена“ е българска телевизионна новела от 1980 година по сценарий на Георги Друмев. Режисьор е Константина Гуляшка. Оператор е Константин Джидров, художник – Симеон Патамански, а музиката е на композитора Георги Генков.
Екранизацията е по мотиви от сборника на Йордан Йовков „Ако можеха да говорят“.

## Сюжет
Действието на филма се развива в един добруджански чифлик и проследява отношенията в едно затворено общество – чифликчията и неговата болна жена, Васил и Галунка, дядо Митуш и Василена.

## Актьорски състав
| В главните роли                     | Изпълнител         |
| ----------------------------------- | ------------------ |
| Василена                            | Мария Каварджикова |
| Захария, чифликчията                | Кирил Върбанов     |
| Аго, слабоумният овчар              | Велико Стоянов     |
| Севастица, чифликчийката            | Бистра Тупарова    |
| Галунка                             | Антония Драгова    |
| Велико, железар                     | Георги Димитров    |
| Васил, овчар и управител на чифлика | Васил Василев      |
|                                     | Христо Дерменджиев |
|                                     | Веселин Ранков     |
|                                     | Пламен Сираков     |
|                                     | Георги Велчовски   |
|                                     | Йордан Мутафов     |